# Serrone
Serrone és un comune (municipi) de la província de Frosinone, a la regió italiana del Laci, situat a uns 50 km a l'est de Roma i a uns 30 km al nord-oest de Frosinone.
Serrone limita amb els municipis d'Arcinazzo Romano, Olevano Romano, Paliano, Piglio i Roiate.
A 1 de gener de 2019 tenia 3.032 habitants.